# ノディ
ノディ（Noddy）は、イギリスの作家イーニッド・ブライトンの児童文学に登場するキャラクター。原作は1949年から1963年のあいだに出版された。このキャラクターを元にしたテレビアニメシリーズは1955年以来今日に至るまで続いており、イギリスのテレビ放送の歴史の中でも最も長い放送記録を持っている。

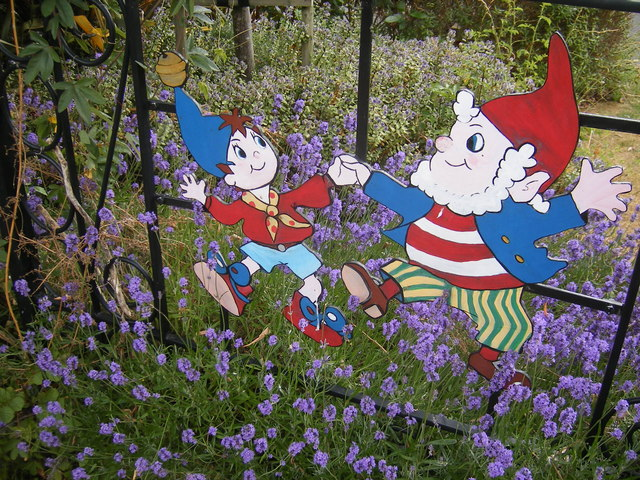
ノディとビッグイヤー

## ノディの人物像
ノディは、おもちゃの国にあるHouse-for-One の中にすんでいる木でできた男の子の人形である。原作シリーズの第1作に当たる本には、きこりによって木から彫りだされたが、きこりが木でライオンも作ったのを見て、ノディが怖い思いで逃げてきた、という生い立ちが描かれている。服も家も金もないまま森の中をさまよっていたノディは、ビッグイヤーというブラウニーに出会う。ビッグイヤーはノディがおもちゃだとわかり、おもちゃの国へ連れて行き、服一式と自分で建てられる家を買って与えた。ノディ本人はおもちゃの国の住人であることを幸せに思っていたが、この時点ではまだ正式におもちゃの国の住人ではなく、さまざまな試験や検査を受けてかつ、一体の人形をライオンから救ったことが判事に伝えられたことで、おもちゃの国の住人として認められた。また、この後に起きた事件を解決した後、ノディは数冊の本と車を手に入れた。
ノディは自分の持っている赤と黄色のタクシーに乗っておもちゃの国を走り回るのが好きである。ノディはタクシーのクラクションと、自身のかぶっている三角形の帽子についている鈴を鳴らすことで、客に自分の居場所を知らせる。また、朝に飲む牛乳といった小さなアイテムを交換してくれることもある。
ノディ自身は親切だが、自身の誤解によるトラブルや他人からのいたずらの被害にあうことが多い。世界の構造に関する知識については無知なところもあり、それが誤解や混乱につながることもある。その例として、第1作でノディがビッグイヤーとともに家を建てるとき、雨を防ごうと、まず最初に屋根を作ったことが挙げられる。これは、屋根に支えが必要であることと重力についての知識が、ノディの頭の中になかったことから起こった。
シリーズが進むにつれてノディは賢くなっていくが、純粋さと茶目っ気が失われることはない。
『おもちゃの国のノディ』では三田ゆう子が声を当て、『NODDY』では、白石涼子が声を当てた。また、『ノディ おもちゃの国のめいたんてい』では金田アキが声を当てた。

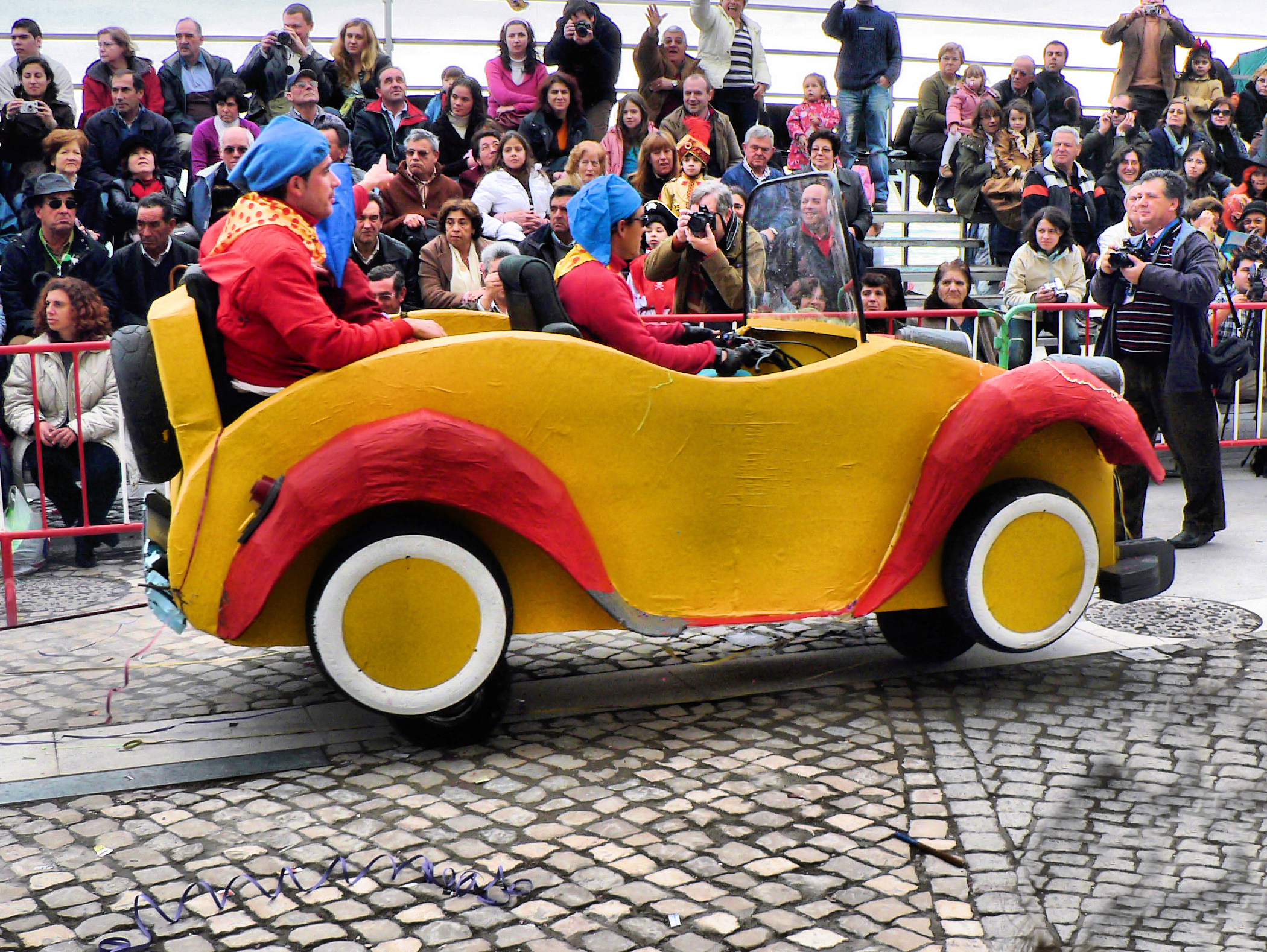
セジンブラのカーニバル(2008年)での仮装

## ノディの周りの人物
ビッグイヤー（Big-Ears）
北川米彦（おもちゃの国のノディ）/（NODDY）/かぬか光明（ノディ おもちゃの国のめいたんてい）
ブラウニー。ノディの親友。商売がうまくいかないときや困ったことがあったときに相談する。
『ノディ おもちゃの国のめいたんてい』の北米版ではスクイークス（Mr. Squeaks）と呼ばれており、日本語版ではそれに準拠している。
プロッドさん（Mr Plod）
沢木郁也（おもちゃの国のノディ）/中村浩太郎 （NODDY）
おもちゃの国の警察官。ノディとしばしばトラブルを起こす。トラブルの原因はノディがおもちゃの国について無知なところによるものもあるが、プロッドの人違いによることもある。しかし、ノディとは仲が良い。
よく自転車を盗まれるが呼び笛を吹いて"Halt, in the name of Plod!!"と声をかけた後、犯人を捕まえる。
テシー
矢島晶子（おもちゃの国のノディ）/（NODDY）
ノディの友人。心優しく皆に愛される、明るい毛色のクマ。たいていは名のついたボンネットをかぶり、スカートをはいている。
ノディがバンピーをびっくりさせると慌て、泣き出すこともある。
バンピー・ドッグ（Bumpy Dog）
テシーのペット。元気な犬で、走り回ってはぶつかるのでバンピーと呼ばれた。
タビー・ベア一家（Tubby Bear）
ノディの隣に住むクマの一家。丸々と太った明るい毛色の熊。夫妻はノディのことを実の息子のように思っており、困った時は助けてくれる。
夫妻には息子がいて、タビーという名前だが、紛らわしいのでMaster Tubby Bearとされている。
Master Tubby Bear
タビー・ベア夫妻の息子。いたずら好きで、ルールを守らない・無礼な言動や悪いことをするトラブルメーカー。ノディが注意こともあるが、効果はない。
親にあれこれ言われるのにうんざりして海まで家出したことがある。この際ノディとバンピーもついてきていた。しばらくして親が恋しくなり、謝罪の言葉を述べて家に戻った。
スライとゴボー（Sly and Gobbo）
いたずら好きのゴブリン。ノディによくいたずらする。
その他の人物
ウォブリーマン
星光明（NODDY）
おりこうサウルス
森永千才（ノディ おもちゃの国のめいたんてい）
パットパット
浅井晴美（ノディ おもちゃの国のめいたんてい）
スパークルウィング女王
生天目仁美（ノディ おもちゃの国のめいたんてい）
スカーヴィ
虎島貴明（ノディ おもちゃの国のめいたんてい）
パカパカコーン
丸中康司（ノディ おもちゃの国のめいたんてい）
一等航海士
武隈史子（ノディ おもちゃの国のめいたんてい）

## テレビ放送

### おもちゃの国のノディ
原題はNoddy in Toyland。人形劇である本作は、イギリスでは1991年から1994年まで放送された。日本での放送はNHK教育が行い、ナレーションは梅津秀行が務めた。

### NODDY

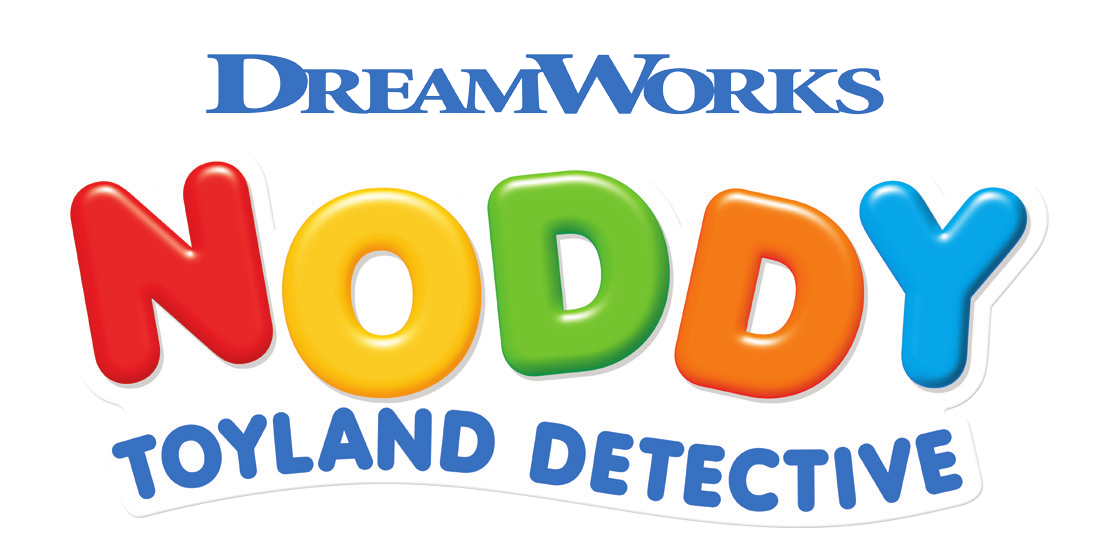
ロゴ

BSフジとキッズステーションで放送されていた子供向け番組『ネポスこどもCLUB』内で放送された。前述の「おもちゃの国のノディ」とは異なりコンピュータグラフィックで制作された。

### ノディ おもちゃの国のめいたんてい
CSディズニージュニアで放送している子供向け番組。「NODDY」同様、CGで制作された。おもちゃの国での様々な謎や事件をノディが解決する。